# Superliga 2007/08 (Europa)
Die Superliga 2007/08 war die 15. Saison der Superliga im Tischtennis. Sie dauerte von September 2007 bis März 2008.
Bei den Herren starteten 16 Teams, je vier aus Tschechien und der Slowakei, drei aus Österreich, je zwei aus Kroatien und Slowenien sowie eine aus Ungarn. Vier Vierergruppen spielten in einer Hin- und Rückrunde eine Reihenfolge aus. Die Ersten und Zweiten Teams aus diesen Gruppen kämpften dann in einem Play-off-System um die Plätze eins bis acht. Die restlichen Mannschaften spielten im Play-off-Verfahren die Plätze 9 bis 16 aus.
Bei den Damen waren zwölf Teams gemeldet, vier aus Ungarn, drei aus Österreich, je zwei aus der Slowakei sowie je eine aus Kroatien, Tschechien und Slowenien. In drei Vierer-Gruppen wurde im Modus Jeder gegen Jeden eine Hin- und eine Rückrunde ausgetragen. Danach spielten die Ersten und Zweiten dieser Gruppen um die Plätze 1 bis 6, der Rest um die Plätze 7 bis 12.
Jede Mannschaft stellte zwei Doppelpaarungen und vier Einzelspieler. Es waren zwei Doppel und acht Einzel vorgesehen, welche nach dem Bundessystem ausgetragen wurden. Ein Wettkampf abgebrochen, wenn eine Mannschaft sechs Punkte erreicht hatte.
| Platz | Team                       | Nation | Aktive                                                                                  |
| ----- | -------------------------- | ------ | --------------------------------------------------------------------------------------- |
| 1     | SVS Niederösterreich       | AUT    | Werner Schlager, Chen Weixing, Daniel Habesohn, Michael Pichler, Ryu Seung-min, Kann Yo |
| 2     | SK AVEX Zlín               | CZ     | Martin Olejnik, Radek Kostal, Petr David, Marek Cihak                                   |
| 3     | SKK El Nino Praha          | CZ     | Dmitrij Prokopcov, Josef Simoncik, Bohumil Vozicky, Tomas Konecny                       |
| 4     | CVSE Celldömölk            | HUN    | Adam Lindner, Krisztian Molnar, Peter Fazekas, Marton Marsi                             |
| 5     | ZNTK Finea Maribor         | SLO    | Gregor Komac, Martin Jaslowsky, Sas Lasan                                               |
| 6     | KST Mokré Lazce            | CZ     | Lubomír Jančařík, Jakub Kleprlik, Michal Kleprlik                                       |
| 7     | SKST Bratislava            | SK     | Michal Bardon, Kristian Kobes, Miroslav Zajic, Michal Balaz                             |
| 8     | Turnerschaft Innsbruck     | AUT    | Krisztian Gardos, Martin Storf, Christoph Maier                                         |
| 9     | TTC E.N. Praha VI          | CZ     | Petr Kaucky, Tomas Tregler, Michal Obeslo, Tomas Havlik, Zaspal                         |
| 10    | NTK Kema Puconci           | SLO    | Zvonko Plohl, Mitja Horvat, Bojan Roposa                                                |
| 11    | TTC Industrogradnja Zagreb | CRO    | Tomislav Japec, Mateja Maglic, Borna Kovac                                              |
| 12    | UTTC Langenlois            | AUT    | Balasz Palosi, Markus Kittenberger, Adrian Jankowiecki                                  |
| 13    | SK Mostex Raca Bratislava  | SK     | Tomas Sereda, Zoltan Lelkes, Slovacik                                                   |
| 14    | STSK Dugo Selo             | CRO    | Martin Guman, Josipovic, Jalzabetic, Stabe                                              |
| 15    | SK HCH Čadca               | SK     | Pavel Petras, Peter Krkoska, Radoslav Blazek                                            |
| 16    | SK UFK Nitra               | SK     | Sestak, Peter Benc, Marian Istokovic, Dalibor Jahoda                                    |

| Platz | Team                    | Nation | Aktive                                                                  |
| ----- | ----------------------- | ------ | ----------------------------------------------------------------------- |
| 1     | Mladost Zagreb          | CRO    | Tamara Boroš, Andrea Bakula, Suncica Vugrinec, Mirna Tomic              |
| 2     | Linz AG Froschberg      | AUT    | Li Qiangbing, Iveta Vacenovská, Veronika Heine, Liu Jia                 |
| 3     | Kecskeméti Spartacus SK | HUN    | Zita Molnar, Anita Nyitrai, Dora Csilla Madarasz                        |
| 4     | Postas Budapest         | HUN    | Petra Lovas, Rita Kertai, Vivien Ellö, Timea Varga                      |
| 5     | NTK Vrtojba             | SLO    | Yang Ting, Petra Skabar, Janja Milost                                   |
| 6     | MSK Břeclav Gumotex     | CZ     | Ivana Weberova, Olesja Stachova, Veronika Malikova, Petra Mergenthalova |
| 7     | Szekszárd AC            | HUN    | Liu Bo Yu, Judit Wittinger, Zsuzsanna Vegh                              |
| 8     | Topvar Topolcany A      | SK     | Barbora Balážová, Alena Kudelova, Nina Belianska                        |
| 9     | Kanizsa Sörgyár         | HUN    | Nemeth, Rita Kacsandi, Mariana Stoian, Szasz                            |
| 10    | TTC Villach             | AUT    | Jana Medrikova, Iveta Klacanska, Julia Fleischerova                     |
| 11    | LZ Linz-Froschberg      | AUT    | Alena Kmotorkova, Martina Petzner, Christa Wellinger                    |
| 12    | Topvar Topolcany B      | SK     | Veronika Hippikova, Benedikta Buturova                                  |

- AUT = Österreich
- CRO = Kroatien
- CZ = Tschechien
- HUN = Ungarn
- SK = Slowakei
- SLO = Slowenien